# Mount Summit (Indiana)
Mount Summit es un pueblo ubicado en el condado de Henry en el estado estadounidense de Indiana. En el censo de 2010 tenía una población de 352 habitantes y una densidad poblacional de 719,09 personas por km².

## Geografía
Mount Summit se encuentra ubicado en las coordenadas 40°0′12″N 85°23′10″O / 40.00333, -85.38611. Según la Oficina del Censo de los Estados Unidos, Mount Summit tiene una superficie total de 0.49 km², de la cual 0.49 km² corresponden a tierra firme y (0%) 0 km² es agua.

## Demografía
Según el censo de 2010, había 352 personas residiendo en Mount Summit. La densidad de población era de 719,09 hab./km². De los 352 habitantes, Mount Summit estaba compuesto por el 97.16% blancos, el 0% eran afroamericanos, el 0.28% eran amerindios, el 0% eran asiáticos, el 0% eran isleños del Pacífico, el 0.57% eran de otras razas y el 1.99% pertenecían a dos o más razas. Del total de la población el 2.27% eran hispanos o latinos de cualquier raza.